# Castanotherium moderatum
Castanotherium moderatum är en mångfotingart som först beskrevs av Chamberlin 1945.  Castanotherium moderatum ingår i släktet Castanotherium och familjen Zephroniidae. Inga underarter finns listade i Catalogue of Life.